# 阿尔布费拉
阿尔布费拉（葡萄牙語：Albufeira，發音：[alβuˈfɐjɾɐ] ⓘ，当地发音：[aɫbʷˈfeɾɐ, aɫbˈfeɾɐ]）是葡萄牙法鲁区的市镇，位於地中海沿岸。
阿尔布费拉是著名的旅游城市。阿尔布费拉的名字来自阿拉伯语“al-Buħayra”，意为“潟湖”。